# Mount Sterling (Illinois)
Mount Sterling é uma cidade localizada no estado americano de Illinois, no Condado de Brown.

## Demografia
Segundo o censo americano de 2000, a sua população era de 2070 habitantes.
Em 2006, foi estimada uma população de 1957, um decréscimo de 113 (-5.5%).

## Geografia
De acordo com o United States Census Bureau tem uma área de
2,8 km², dos quais 2,8 km² cobertos por terra e 0,0 km² cobertos por água. Mount Sterling localiza-se a aproximadamente 221 m acima do nível do mar.

## Localidades na vizinhança
O diagrama seguinte representa as localidades num raio de 20 km ao redor de Mount Sterling.